# Firebirds de Flint
Les Firebirds de Flint sont une équipe junior de hockey sur glace de la Ligue de hockey de l'Ontario. Ils évoluent au Dort Federal Credit Union Event Center à Flint dans l'État du Michigan aux États-Unis.

## Histoire
Les Firebirds sont créés en 2015 à la suite du déménagement des Whalers de Plymouth à Flint.